# Заболотна Наталія Вікторівна
Заболотна (Заболотная) Наталія Вікторівна (26 червня 1957, Харків — 15 серпня 2022, Нюрнберг) — музикознавець, педагог. Кандидат мистецтвознавства (1984). Доктор мистецтвознавства (2002). Професор (2004).

## Біографія
Закінчила з відзнакою істор.-теор. факультет Харківського інституту мистецтв (1980), аспірантуру при Київській консерваторії (наук, кер. — Н. Герасимова-Персидська). Від 1980 — викладачка Харківського інституту мистецтв. Від 1984 мешкає в Москві: викладачка, згодом доцент, професор Російської академії музики ім. Гнєсіних. Від 2001 — наук, (з 2002 — провідний) співробітник Державного інституту мистецтва Рос. АН. Перші наукові праці й кандидатську дисертацію Заболотної присвячено текстологічним дослідженням партесного концерту в аспекті вияву істор.-стильової динаміки, індивідуальних рис композиторської творчості, типологічних зв'язків із зах.-європ. хор. музикою барокового стилю. Досліджує давньоруські рукописи епохи Студійського уставу (11—14 ст.). Праці базуються на археографічному опрацюванні збірників із московського і петербурзького зібрань, є основою подальших порівняльних досліджень спадкового зв'язку давньоруського і українського церковних співів. Характеристика різних типів книг богослужбових, співвідношення нотованих, ненотованих та частково нотованих пам'яток прояснює взаємодію усної й писемної традиції церковного співу в давньоруський час, особливості текстології книг, визначальні риси їх функцій і структури.

## Сім'я
- Мати — Гусарова Ольга Василівна, музикознавець, кандидат мистецтвознавства, доцент Харківського інституту мистецтв.
- Батько — Заболотний Віктор Олександрович (1933–1982), балалаєчник, доцент, зав. кафедри Харківського інституту культури.

## Літературні твори
- докт. дис. «Древнерусская церковно-певческая книжность XI—XIV веков» (М., 2002);
- Церковно-певческие рукописи Древней Руси XI—XIV веков: основные типы книг в историко-функциональном аспекте: Исследование. — М., 2001;
- Партесний спів — мистецтво давніх часів // Музика. — 1982. — № 6;
- Историко- стилевая специфика творчества в отечественной музыке XVII—XVIII вв. и ее влияние на формирование крупномасштабной музыкальной композиции // Укр. муз-во. — К., 1983. — Вип. 18;
- Текстологические особенности крупной композиции партесного письма // Проблемы русской музыкальной текстологии (по памятникам русской хоровой литературы XII—XVIII веков). — Ленинград, 1983;
- Про типологію хорового концерту: партесне письмо і творчість Шютца // Українська музична культура минулого і сучасності у міжнаціональних зв'язках. — К., 1989;
- 3 історії Києво-Печерського наспіву // 3 історії української музичної культури. К., 1991;
- Опыт анализа пяти партесных концертов на один текст: о драматургической значимости музыкального и словесного рядов в партесном произведении // Источниковедческое изучение памятников письменных культур: Поэтика древнерусского певческого искусства. — С.Пб., 1992;
- Историко-типологический подход к организации каталога древнерусских певческих книг // Келдышевский сборник — 1997. — М., 1999 (у співавт. з Ю. Артамоновою)', Триодь Моисея Киянина в аспекте историко-типологического изучения древнерусских певческих рукописей // Musicae Ars et Scientia: Наук, вісник НМАУ. — К., 1999. — Вип. 6;
- Древнерусские певческие рукописи эпохи Студийского устава как источник сведений о богослужебном пении //Церковные древности. — М., 2000;
- Древнерусские певческие рукописи Студийской эпохи в их отношении к богослужебному уставу //Гимнология. — М., 2003. — Вып. 4;
- сост. — Русское хоровое многоголосие XVII—XVIII вв.: Хрестоматия. — М., 1993.